# Paracaleana minor
Paracaleana minor är en orkidéart som först beskrevs av Robert Brown, och fick sitt nu gällande namn av Donald Frederick Blaxell. Paracaleana minor ingår i släktet Paracaleana och familjen orkidéer. Inga underarter finns listade i Catalogue of Life.

## Bildgalleri

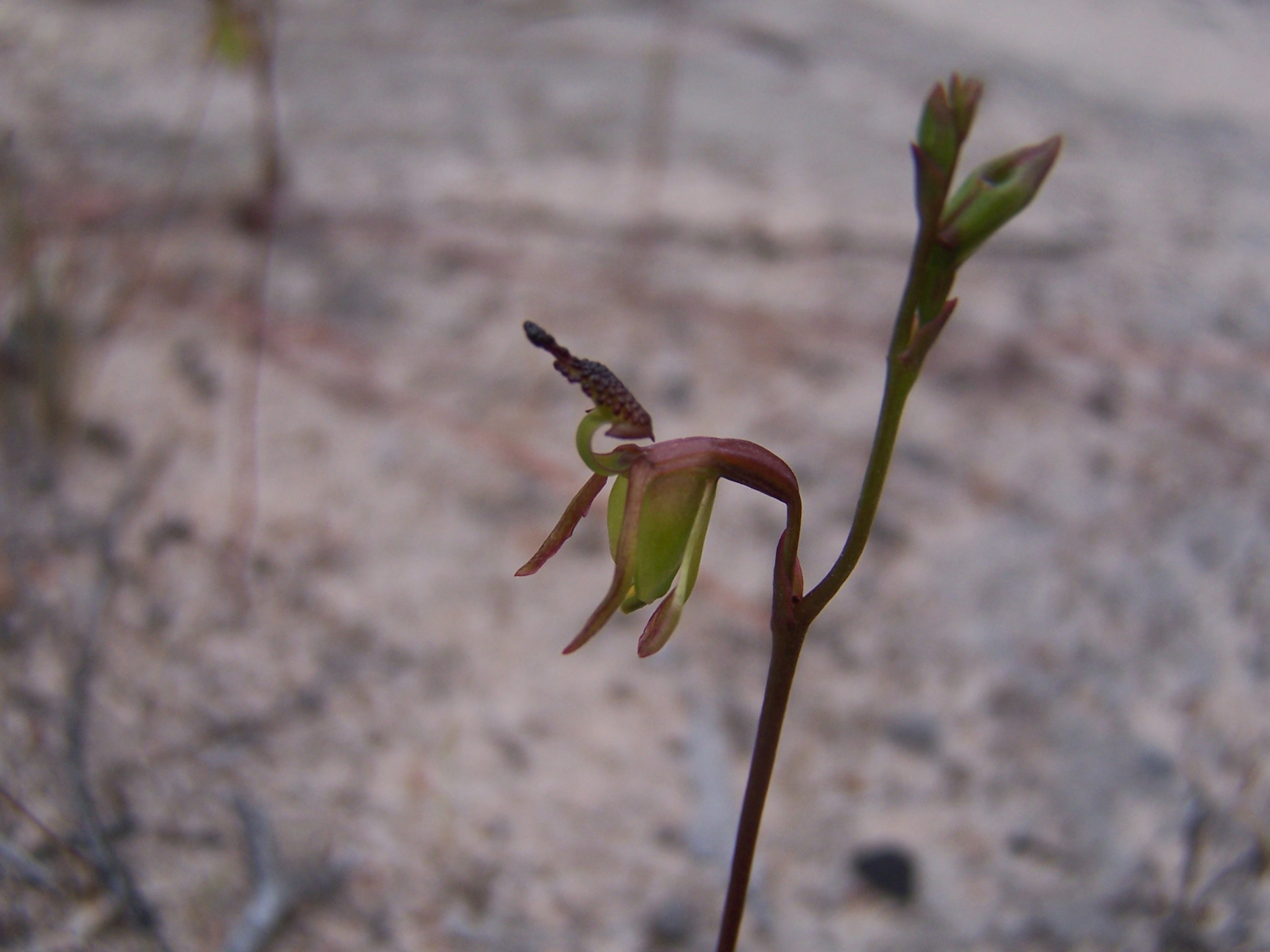
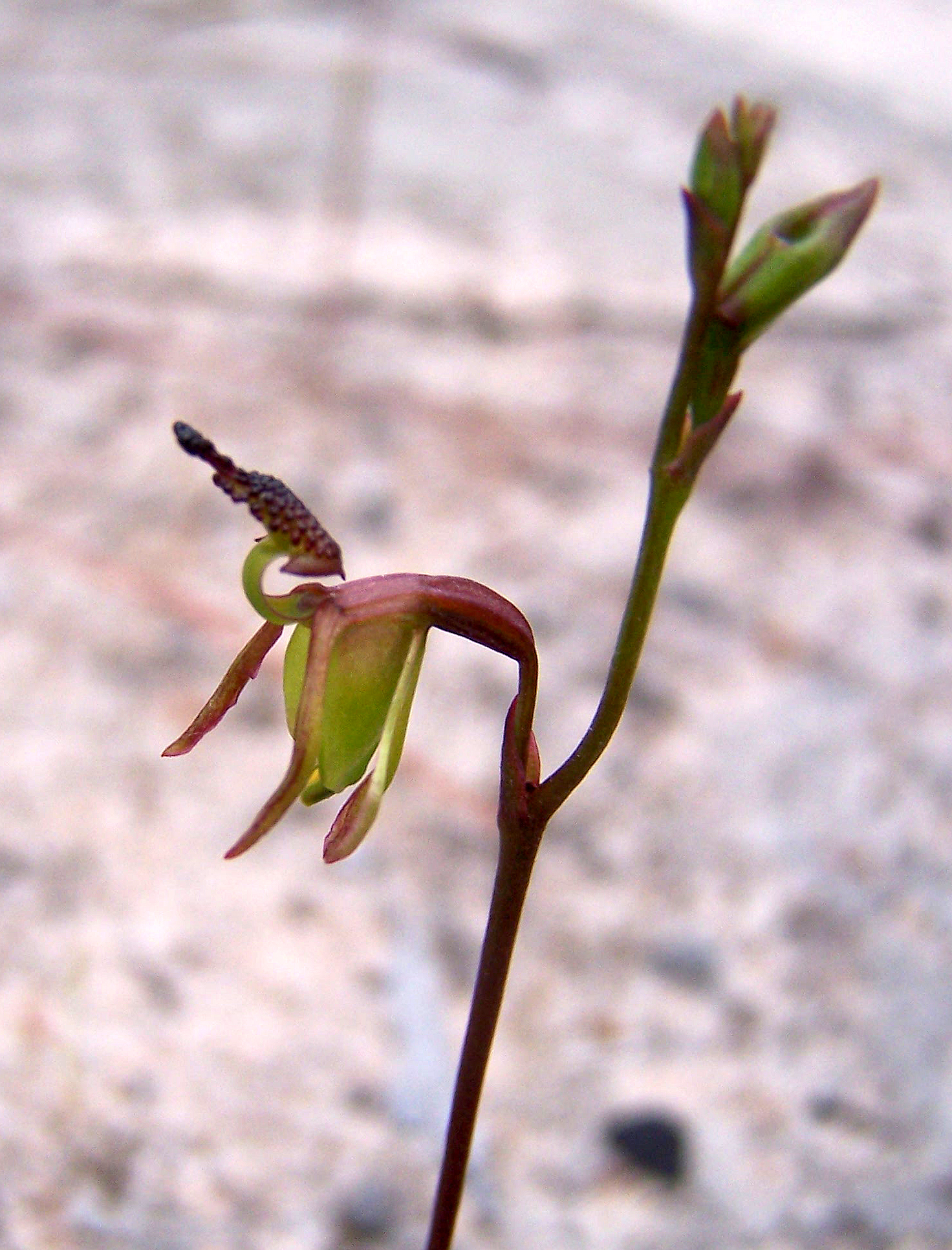